# البطولة الوطنية التونسية 1955–56
الدوري التونسي لكرة القدم 1955-1956 هو الموسم رقم 1 من الرابطة التونسية المحترفة الأولى لكرة القدم. أفضل 16 ناديا تونسيا يلعبون فيما بينهم ذهابا وإيابا.

فاز بهذا الموسم النادي الرياضي لحمام الأنف، وجاء ثانيا النجم الرياضي الساحلي وثالثا النادي الأفريقي.